# Nor Amanos
Nor Amanos (en arménien Նոր Ամանոս) est une communauté rurale du marz d'Aragatsotn, en Arménie. Elle compte 840 habitants en 2009.